# گرابینا (استان اشوی‌داشکسیه)
گرابینا (به لهستانی: Grabina) یک منطقهٔ مسکونی در لهستان است که در گمینا کلیمونتوو واقع شده است.